# اريك غانز
اريك غانز (بالإنجليزية: Eric Gans)‏ هو عالم إنسان أمريكي، ولد في 21 أغسطس 1941.